# Linhares (Espírito Santo)
Linhares é um município brasileiro no litoral do estado do Espírito Santo, região Sudeste. Localiza-se a norte de Vitória, capital do estado, distando desta cerca de 130 km. Ocupa uma área de 3 496,263 km², sendo que 39 km² estão em perímetro urbano. Sua população segundo o censo de 2022 era de 166 786 habitantes.

## Geografia

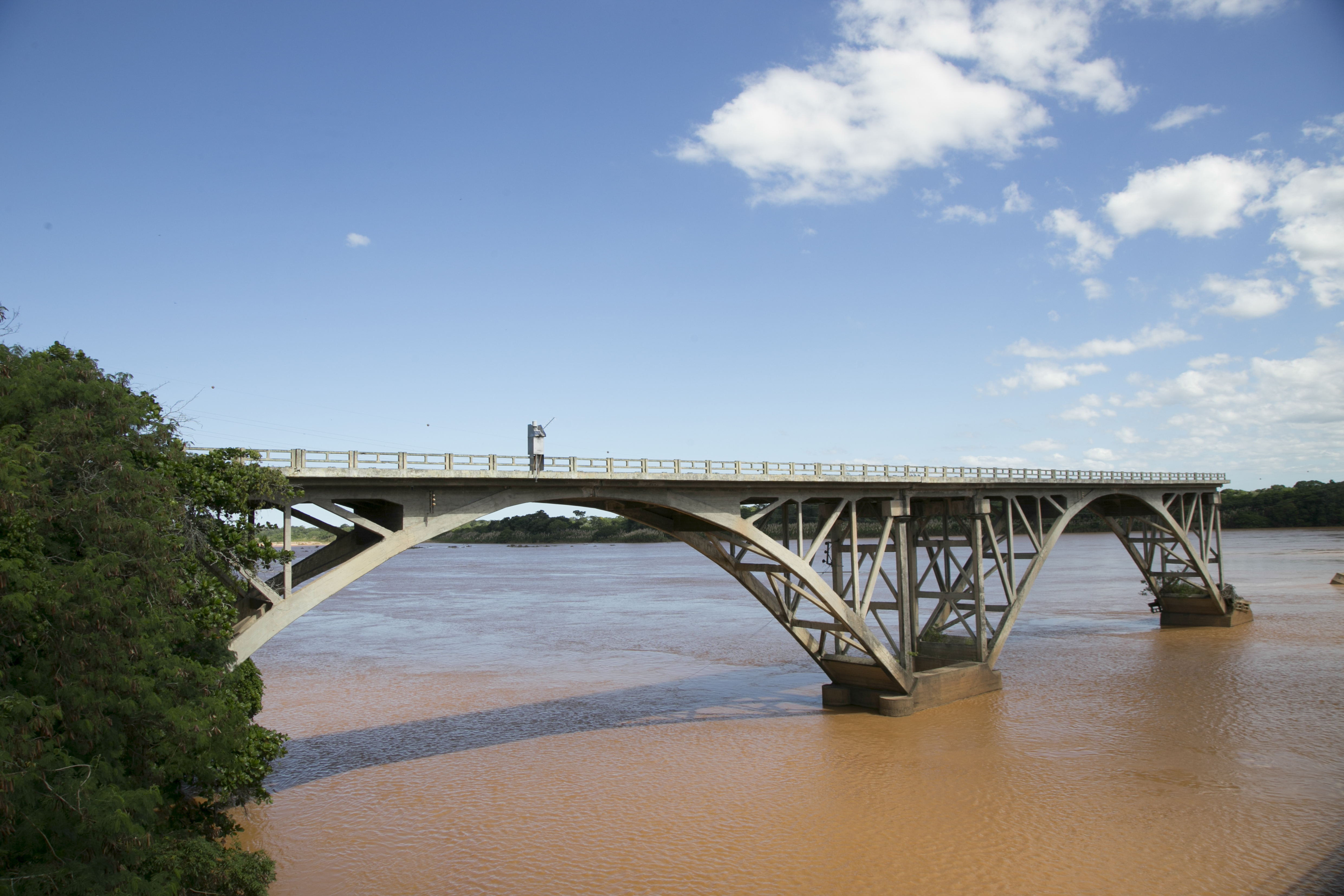
Ruínas da Ponte Getúlio Vargas sobre o rio Doce em Linhares

Situa-se a uma latitude 19º23'28" sul e a uma longitude 40º04'20" oeste, estando a uma altitude de 33 metros. Linhares é destaque mundial quando se fala em “água”. Apelidada de “cidade das águas”, a cidade norte capixaba é a cidade que mais possui lagoas na América Latina, chegando a marca de 90 lagoas, dentre elas a maior do Brasil, a lagoa Juparanã e a mais profunda do país, a lagoa das Palmas.

### Clima
O clima da região pode ser classificado segundo a classificação climática de Köppen como tropical Aw, apresentando um verão chuvoso e quente e um inverno seco e ameno. O outono e a primavera são estações de transição entre o inverno e o verão e vice-versa. Na primavera começa a umidade do verão e o outono começa a secura do inverno.
Segundo dados do Instituto Nacional de Meteorologia (INMET), desde 1970 a menor temperatura registrada em Linhares ocorreu nos dias 1 de junho de 1979 e 11 de agosto de 1997, ambos com mínima de 10 °C, enquanto a maior atingiu 39,1 °C em 25 de fevereiro de 2006. O maior acumulado de precipitação em 24 horas alcançou 200,7 milímetros (mm) em 20 de novembro de 2001. Desde outubro de 2006, a rajada de vento mais forte alcançou 21,9 m/s (78,8 km/h) em 11 de fevereiro de 2020 e o menor índice de umidade relativa do ar (URA) foi de 9%, na tarde de 18 de maio de 2022.
| Dados climatológicos para Linhares                                                       | Dados climatológicos para Linhares | Dados climatológicos para Linhares | Dados climatológicos para Linhares | Dados climatológicos para Linhares | Dados climatológicos para Linhares | Dados climatológicos para Linhares | Dados climatológicos para Linhares | Dados climatológicos para Linhares | Dados climatológicos para Linhares | Dados climatológicos para Linhares | Dados climatológicos para Linhares | Dados climatológicos para Linhares | Dados climatológicos para Linhares |
| Mês                                                                                      | Jan                                | Fev                                | Mar                                | Abr                                | Mai                                | Jun                                | Jul                                | Ago                                | Set                                | Out                                | Nov                                | Dez                                | Ano                                |
| ---------------------------------------------------------------------------------------- | ---------------------------------- | ---------------------------------- | ---------------------------------- | ---------------------------------- | ---------------------------------- | ---------------------------------- | ---------------------------------- | ---------------------------------- | ---------------------------------- | ---------------------------------- | ---------------------------------- | ---------------------------------- | ---------------------------------- |
| Temperatura máxima recorde (°C)                                                          | 38,2                               | 39,1                               | 38                                 | 37,4                               | 35,8                               | 35,3                               | 34,6                               | 33,6                               | 38,5                               | 37,3                               | 37,6                               | 38,8                               | 39,1                               |
| Temperatura máxima média (°C)                                                            | 31,4                               | 31,9                               | 31,6                               | 30,5                               | 28,7                               | 27,6                               | 27                                 | 27,4                               | 27,8                               | 28,9                               | 29,2                               | 30,5                               | 29,4                               |
| Temperatura média compensada (°C)                                                        | 26,2                               | 26,3                               | 26,1                               | 25                                 | 22,9                               | 21,8                               | 21,1                               | 21,5                               | 22,4                               | 23,9                               | 24,6                               | 25,8                               | 24                                 |
| Temperatura mínima média (°C)                                                            | 22,8                               | 22,6                               | 22,4                               | 21,2                               | 19,1                               | 17,5                               | 16,9                               | 17                                 | 18,4                               | 20,1                               | 21,3                               | 22,3                               | 20,1                               |
| Temperatura mínima recorde (°C)                                                          | 17,5                               | 18,4                               | 18                                 | 14,6                               | 11,2                               | 10                                 | 10,1                               | 10                                 | 10,2                               | 12,4                               | 15                                 | 15,4                               | 10                                 |
| Precipitação (mm)                                                                        | 156,2                              | 103,9                              | 147,1                              | 106,1                              | 57,7                               | 43,4                               | 49,4                               | 34,5                               | 63,8                               | 95,3                               | 221,1                              | 188,7                              | 1 267,2                            |
| Dias com precipitação (≥ 1 mm)                                                           | 13                                 | 10                                 | 12                                 | 9                                  | 8                                  | 7                                  | 7                                  | 6                                  | 9                                  | 10                                 | 13                                 | 12                                 | 116                                |
| Umidade relativa compensada (%)                                                          | 82,8                               | 81,4                               | 83                                 | 83,7                               | 83,6                               | 85                                 | 84,8                               | 82                                 | 81,9                               | 81,5                               | 83,7                               | 83                                 | 83                                 |
| Insolação (h)                                                                            | 203,7                              | 198,5                              | 197,8                              | 193                                | 204,1                              | 188,9                              | 189,2                              | 192                                | 144,2                              | 153,5                              | 143                                | 174,4                              | 2 182,3                            |
| Fonte: INMET (normal climatológica de 1981-2010; recordes de temperatura: 1970-presente) |                                    |                                    |                                    |                                    |                                    |                                    |                                    |                                    |                                    |                                    |                                    |                                    |                                    |

## Economia

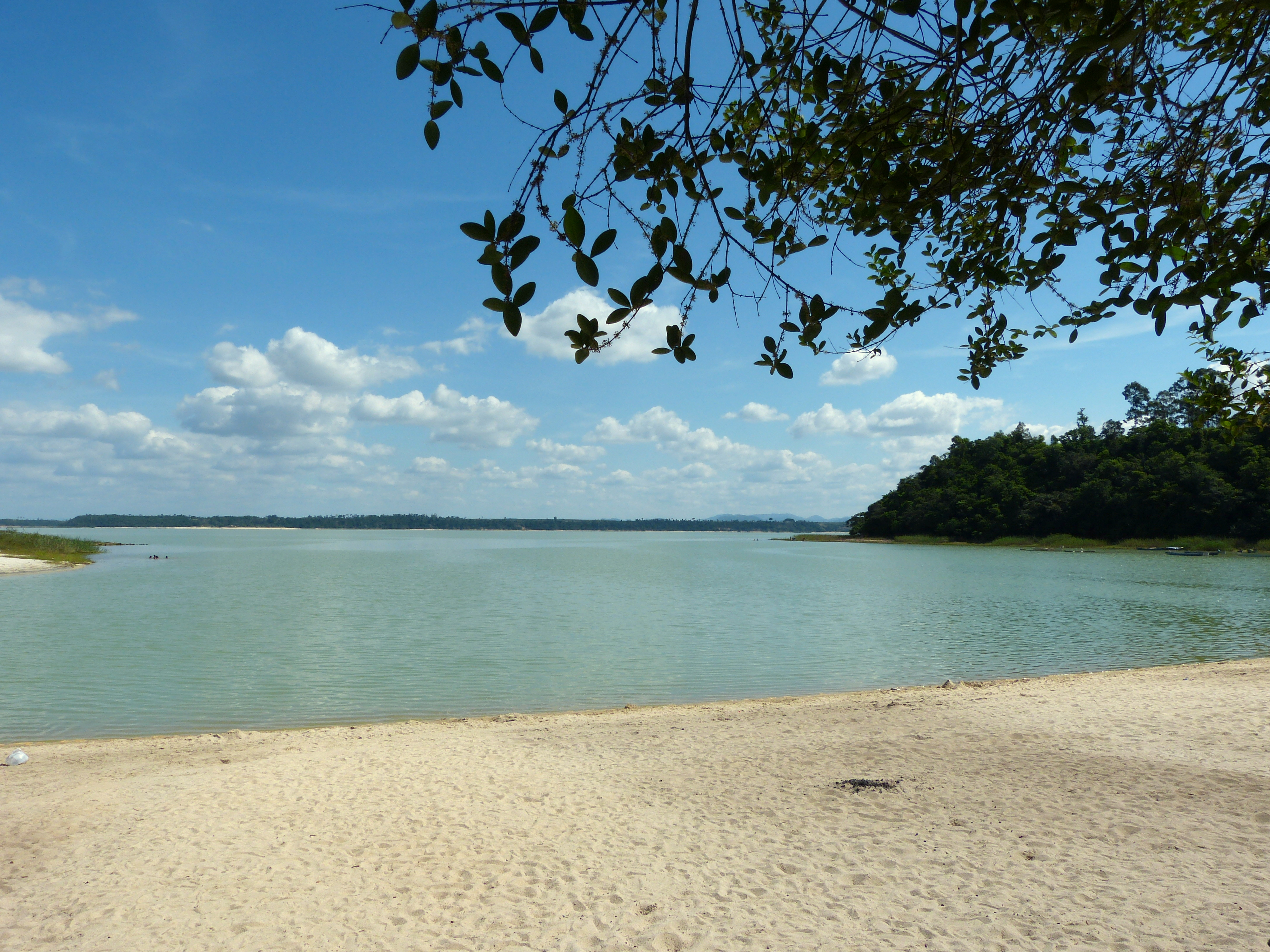
Lagoa Juparanã

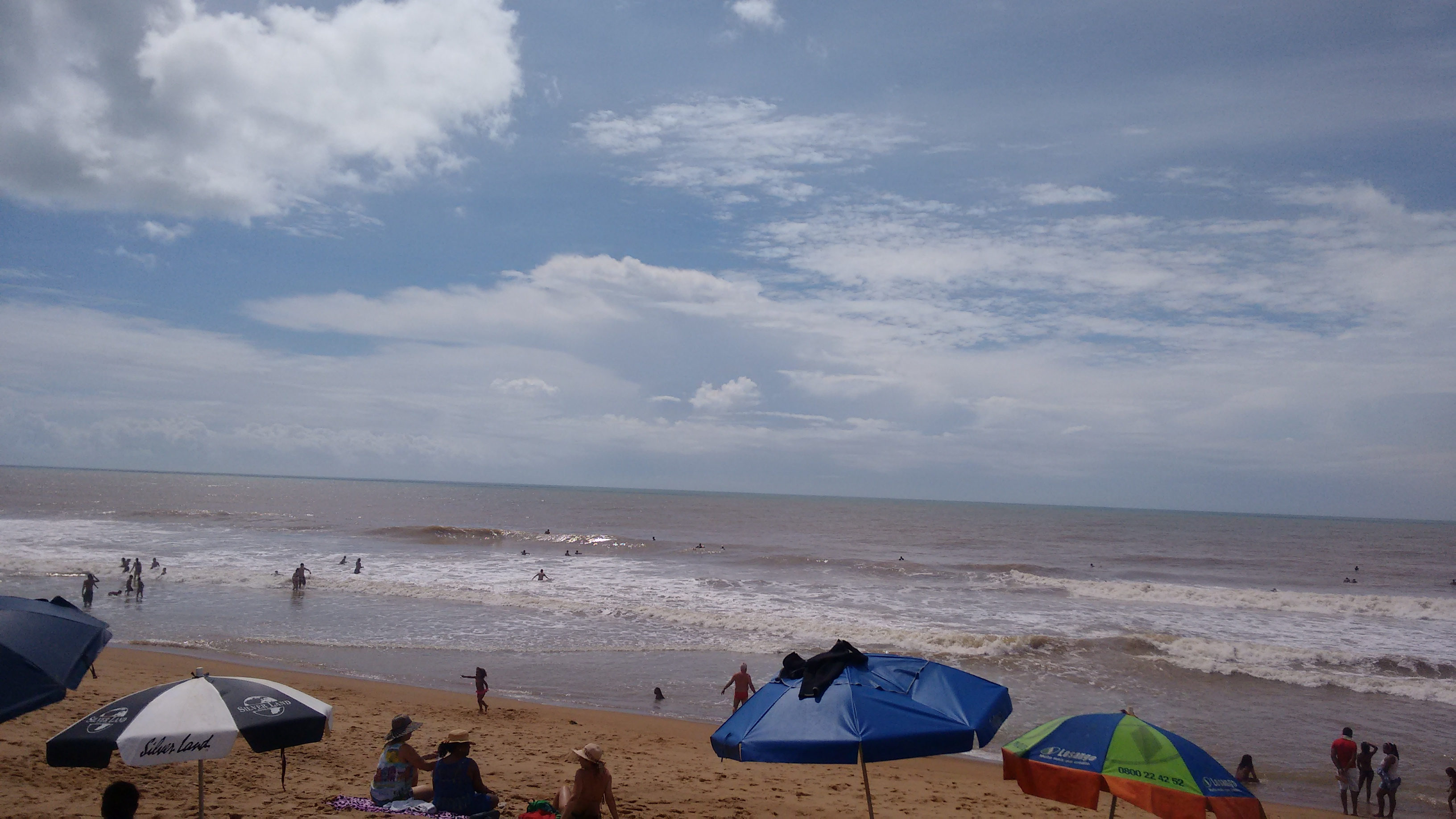
Praia de Povoação

Em 2021, o PIB per capita era de R$ 44.705,34. Na comparação com outros municípios do estado, ficava nas posições 9 de 78 entre os municípios do estado e na 1190 de 5570 entre todos os municípios. Já o percentual de receitas externas em 2015 era de 71,1%, o que o colocava na posição 65 de 78 entre os municípios do estado e na 4452 de 5570. Em 2023, o total de receitas realizadas foi de R$ 1.098.118.993 (x1000) e o total de despesas empenhadas foi de R$ 1.076.820.718 (x1000). Isso deixa o município nas posições 5 e 5 de 78 entre os municípios do estado e na 150 e 150 de 5570 entre todos os municípios.

## Estrutura urbana

### Infraestrutura
Linhares tem características de uma cidade planejada, é localizado em uma região de topografia pana e tem a particularidade da BR-101 dividindo a cidade ao meio, favorecendo sua infraestrutura e ligações com outros munícipios. Seu traçado urbano apresenta uma malha cartesiana reticulada com ruas e avenidas largas e arborizadas, com o loteamento de seus bairros em formato de quadras regulares e paralelas, favorecendo o empreendimento urbanístico e residencial na horizontal, principalmente pelo tamanho da cidade e disponibilidade do terreno, que contribuiu para uma menor densidade demográfica. Porém ao passar dos anos essa tendência vem mudando para se tornar uma cidade mais verticalizada. A distribuição de energia elétrica é pela concessionária EDP Espírito Santo, e o sistema de abastecimento de água e esgoto pelo SAAE.
Apresenta 66,7% de domicílios com esgotamento sanitário adequado, 71,6% de domicílios urbanos em vias públicas com arborização e 19,7% de domicílios urbanos em vias públicas com urbanização adequada (presença de bueiro, calçada, pavimentação e meio-fio).
Apesar do traçado, diversos loteamentos, especificamente nos bairros lagoa do meio, interlagos e aviso, os terrenos em torno das lagoas urbanas do munícipio ocorreram até sua margem, sem que se deixasse uma faixa beirando a água para uma futura avenida do Contorno. Essa falta de planejamento levou à poluição dessas lagoas e despejamento de esgoto inapropriado.

### Transporte aéreo
Por Linhares ser uma das principais cidades fora da capital no Espírito Santo e uma das que mais cresce no estado, o governo federal escolheu a cidade, em julho de 2016, para investimentos aéreos no pequeno aeroporto municipal. O aeroporto deu início às reformas em 2018 e tem como data de inauguração da nova pista prevista para o final de 2019. Em 2023, foi inaugurado o Aeroporto de Linhares e também a concessão da autorização da Infraero à companhia Azul, contando com capacidade para receber até 200 passageiros e cinco voos comerciais diários. A pista do Aeroporto Regional de Linhares possui 1.860 metros e realiza tanto transporte de passageiros quanto de cargas.

### Transporte coletivo
A Viação Joana D´Arc é a única empresa que faz as linhas entre o Centro e diversos bairros da cidade, distribuídas em 49 linhas municipais gerenciadas pela prefeitura da cidade e uma linha intermunicipal gerenciada pelo DER-ES (a linha 200 - Linhares x Sooretama). Em 2015. após uma licitação referente ao transporte coletivo da cidade, a empresa vencedora foi novamente a Viação Joana D'Arc, sendo estipulado que a empresa deve ter 25% de sua frota com ar-condicionado (sem alteração no preço da passagem) até o final do ano de 2015, além de localização via GPS de todos os ônibus através de aplicativos.
Em junho de 2024, foi anunciada à construção do Terminal Rodoviário de Linhares pela prefeitura. A rodoviária será estrategicamente localizada ao lado do Aeroporto Regional de Linhares, próxima à BR-101. O projeto promete atender até 300 mil passageiros por ano.

### Saúde
O município conta com quatro hospitais. Uma das unidades é o Hospital Geral de Linhares (HGL) que, segundo a prefeitura, é o único hospital público municipal do Espírito Santo. A cidade ainda é contemplada com o Hospital Rio Doce - unidade filantrópica referência no tratamento de câncer e doenças coronarianas para as regiões do Norte capixaba, Sul da Bahia e Leste de Minas Gerais. Também operam dois hospitais particulares no município, um da Unimed e o recém-inaugurado Linhares Medical Center (LMC). O local entrou em funcionamento durante a pandemia, ofertando leitos de enfermaria e UTI, através de contratos com o Estado, para o tratamento de pacientes do SUS infectados pelo coronavírus. Atualmente, conta com ambulatórios em diferentes especialidades, com 110 leitos distribuídos em UTI adulta, cardiológica, pediátrica e neonatal, centro cirúrgico equipado para realização de cirurgias de média e alta complexidade, pronto-socorro geral, cardiológico e oncológico, e centro de imagem de alta tecnologia. A taxa de mortalidade infantil média na cidade é de 14,26 para 1.000 nascidos vivos. Comparado com todos os municípios do estado, fica na posição 25 de 78.

### Educação
Presente na cidade desde 2008, o campus do Instituto Federal do Espírito Santo (IFES) iniciou os trabalhos ofertando cursos técnicos em Administração e Automação Industrial. Hoje, tem opções de graduação e pós- -graduação lato sensu. O instituto tem laboratórios com equipamentos de ponta, como drones, impressoras 3D e kits de robótica. A população ainda conta com oferta na Faculdade de Ensino Superior de Linhares (FACELI). Instituída pela Lei Municipal nº 2.561, a FACELI foi criada durante a gestão do prefeito José Carlos Elias, entre 2005 e 2008. Em 2005, a Prefeitura de Linhares adquiriu a instituição particular Fanorte (Faculdades Integradas Norte Capixaba) e a transformou em FACELI. O patrimônio da Fanorte foi transferido para a prefeitura e, posteriormente, doado à recém-criada Fundação Faceli, que se tornou a mantenedora da nova faculdade pública municipal, sendo umas das poucas do Brasil e a única do Estado mantida pelo âmbito municipal. A forma de ingresso é pela nota obtida no Exame Nacional do Ensino Médio (Enem), para as áreas de Administração, Direito e Pedagogia. Em 2010, a taxa de escolarização de 6 a 14 anos de idade era de 97,7%.

## Turismo

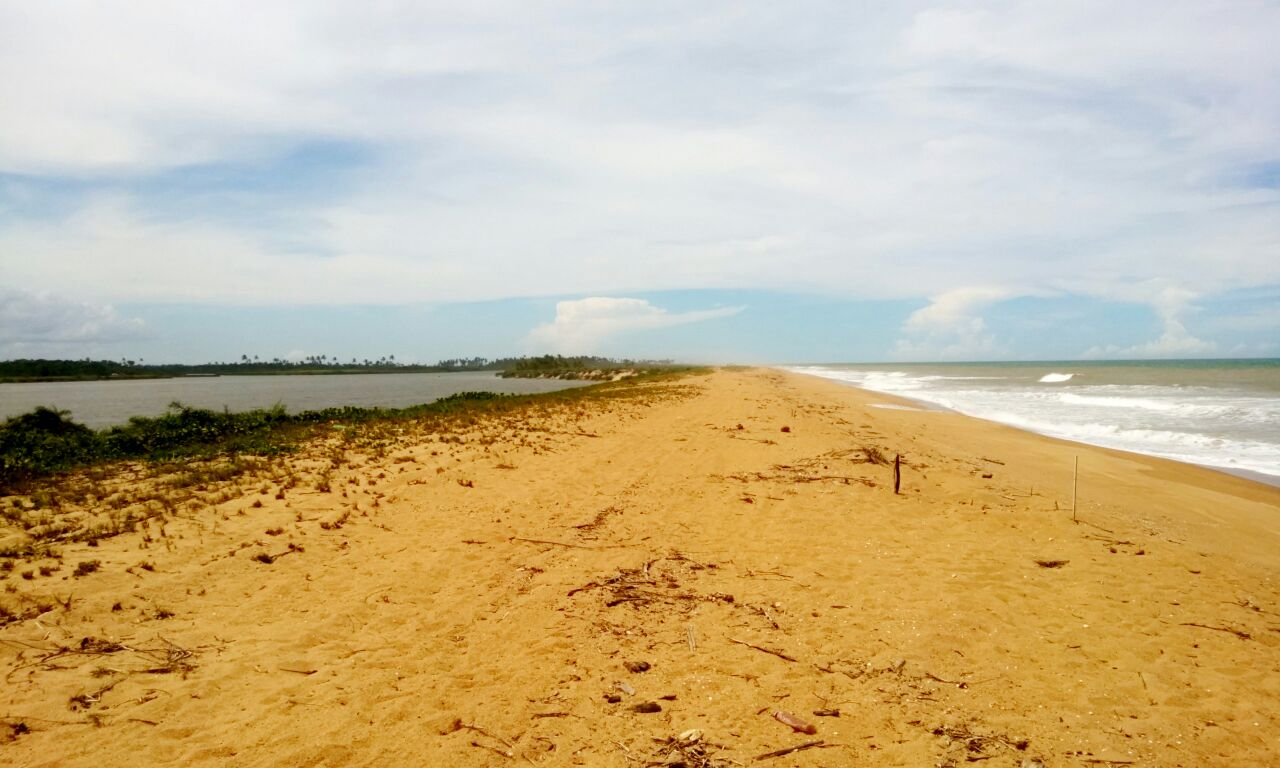
Lagoa Monsarás, à esquerda, e Praia de Povoação, à direita

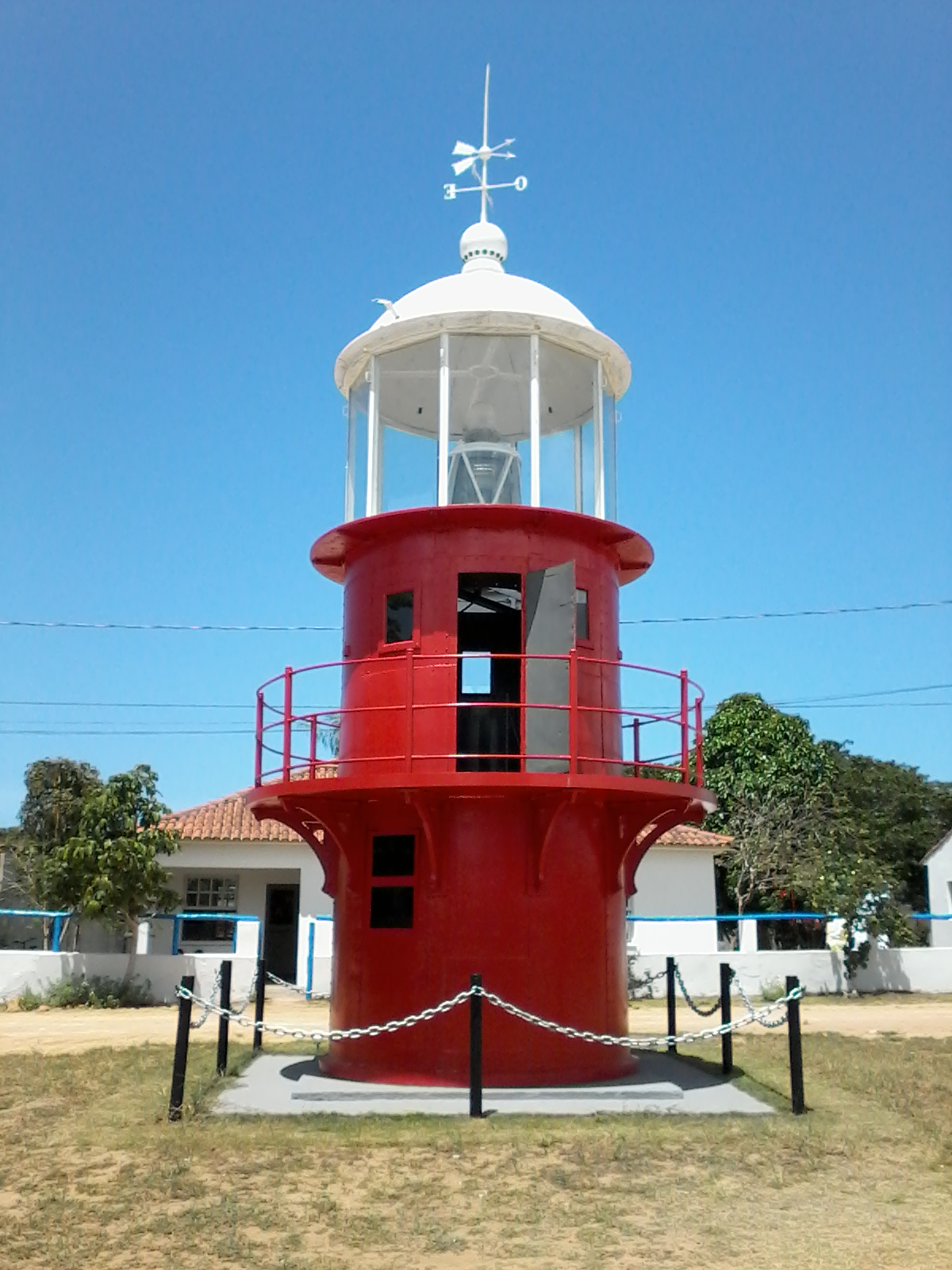
Farol do Rio Doce, no distrito de Regência

Está localizada no município de Linhares um dos maiores resquícios da Mata Atlântica do Brasil, contando com a Floresta Nacional de Goytacazes, a Reserva Biológica de Comboios, a Reserva Biológica de Sooretama, além da Reserva Natural Vale (maior reserva particular de Mata Atlântica do país). Esta última é o único local onde ainda é encontrada uma árvore rara da Mata Atlântica, a Buchenavia pabstii, em extinção. Devido à sua topografia extremamente plana, Linhares tem 69 lagoas, algumas de grande porte, como a lagoa Juparanã, com 26 km de extensão por até 5,5 km de largura. As lagoas oferecem um importante atrativo turístico, sendo visitadas por milhares de pessoas constantemente.
Devido aos seus recursos naturais e sua localização, a cidade está em pleno desenvolvimento. As praias (Pontal do Ipiranga, Povoação e Regência) atraem turistas por serem ótimas para a prática de surf, pesca oceânica e tranquilidade junto à natureza. O litoral de Linhares possui a principal unidade do Projeto TAMAR de preservação das tartarugas-marinhas do estado, localizado na Reserva Biológica de Comboios a sete quilômetros da Vila de Regência.

## Esportes
No futebol profissional, a cidade é representado pelo Linhares Futebol Clube. O Linhares atua na Série B do Campeonato Capixaba, porém promovido à Série A em 2020.
Os dois estádios que a cidade possuía com condições para receber partidas de futebol profissional foram demolidos para construção de supermercados: o Estádio Guilhermão e o Estádio Joaquim Calmon, demolidos em 2003 e 2018, respectivamente.

## Governo e política
A segunda emancipação político-administrativa de Linhares ocorreu em 31 de dezembro de 1943. Coube ao governador Jones dos Santos Neves nomear o médico Roberto Calmon prefeito de Linhares – a posse ocorreu em janeiro de 1944. Computando a atual gestão, 23 administradores comandaram a prefeitura de Linhares – alguns mais de uma vez e outros sem o voto popular.
| Nº | Prefeito                        | Início do mandato | Fim do mandato   | Observações                                                                      |
| -- | ------------------------------- | ----------------- | ---------------- | -------------------------------------------------------------------------------- |
| 1  | Roberto Calmon                  | 1944              | 1946             | Primeiro prefeito após a recriação do município em 1943.                         |
| 2  | Humberto Calmon Neves Fernandes | Setembro de 1946  | Setembro de 1946 | Prefeito interino.                                                               |
| 3  | Miguel Gusmão Júnior            | Janeiro de 1947   | Março de 1947    | Prefeito interino.                                                               |
| 4  | Anário Marreiro de Araújo       | Abril de 1947     | Dezembro de 1947 | Organizou as primeiras eleições para prefeito e vereadores.                      |
| 5  | Manoel Salustiano de Souza      | 1948              | 1950             | Primeiro prefeito eleito pelo voto popular.                                      |
| 6  | Joaquim Calmon                  | 1951              | 1954             |                                                                                  |
| 7  | José de Caldas Brito            | Janeiro de 1955   | Abril de 1955    | Prefeito interino após falecimento de Manoel Salustiano de Souza antes da posse. |
| 8  | Emir de Macedo Gomes            | 1955              | 1958             |                                                                                  |
| 9  | Armando Barbosa Quitiba         | 1959              | 1962             |                                                                                  |
| 10 | Antônio Edson Azevedo Lima      | Agosto de 1962    | Janeiro de 1963  |                                                                                  |
| 11 | Antenor Elias                   | 1963              | 1966             |                                                                                  |
| 12 | Senatilho Perim                 | 1967              | 1970             |                                                                                  |
| 13 | José Rodrigues Maciel           | 1971              | 1972             |                                                                                  |
| 14 | Samuel Batista Cruz             | 1973              | 1976             |                                                                                  |
| 15 | Antônio Muniz dos Reis          | 1977              | 1979             |                                                                                  |
| 16 | Hélio Leal                      | Maio de 1979      | Junho de 1979    | Nomeado interventor pelo governador Eurico Rezende.                              |
| 17 | Luiz Cândido Durão              | 1979              | 1982             | Primeiro mandato.                                                                |
| 18 | Waldemar Zarbo                  | Maio de 1982      | Janeiro de 1983  | Assumiu após afastamento de Luiz Cândido Durão.                                  |
| 19 | Samuel Batista Cruz             | 1983              | 1988             | Segundo mandato.                                                                 |
| 20 | Luiz Cândido Durão              | 1989              | 1992             | Segundo mandato.                                                                 |
| 21 | José Carlos Elias               | 1993              | 1996             | Primeiro mandato.                                                                |
| 22 | Guerino Zanon                   | 1997              | 2004             | Primeiro mandato e segundo mandato.                                              |
| 24 | José Carlos Elias               | 2005              | 2008             | Segundo mandato.                                                                 |
| 25 | Guerino Zanon                   | 2009              | 2012             | Terceiro mandato.                                                                |
| 26 | Nozinho Corrêa                  | 2013              | 2016             | Primeiro mandato.                                                                |
| 27 | Guerino Zanon                   | 2017              | 2022             | Quarto e quinto mandato.                                                         |
| 28 | Bruno Marianelli                | 2022              | 2024             | Primeiro mandato.                                                                |
| 27 | Lucas Scaramussa                | 2025              | Atualidade       | Primeiro mandato.                                                                |

Roberto Calmon, nascido em Linhares, 1911. Filho do Coronel Lastênio Calmon e Graciosa Carvalho Calmon. Casado com Maria Vellozo Calmon. Foi o primeiro filho de Linhares a se formar em Medicina, fez seu curso no Rio de janeiro. Nomeado prefeito de Linhares em, 1943, pelo governador Jones dos Santos Neves. Não havia vice-prefeito, nem Câmara de Vereadores. Durante seu governo convocou o agrimensor, jornalista e poeta Antonio Serapião Souza, para com ele elaborar o Plano Urbanístico de Linhares. Foram traçadas as praças e ruas, prolongadas mais tarde, com pequenas modificações, pelos prefeitos subseqüentes. Dr. Roberto foi um inovador e um homem de grande visão, pois o traçado de Linhares está praticamente inalterado. Lugares que, na época, em capoeiras, brejos ou matas, foram reservados e planejados para diversas obras futuras, atestando sua confiança quase profética no progresso de sua terra natal. Seu sucessor, Humberto Calmon Neves Fernandes, iniciou a estrada que ligaria Linhares à Rio Bananal e mais posteriormente, a construção da ponte Presidente Getúlio Vargas, inaugurada com a presença do presidente Vargas em 22 de junho de 1954, ao lado do prefeito Joaquim Calmon e outras autoridades; Esta seria a última obra então inaugurada por Getúlio Vargas. Nesse período Linhares teve inicio do seu impulsionamento econômico, juntamente com o asfaltamento da BR-101, ligando ao munícipio de João Neiva sentido à capital Vitória.
Emir de Macedo Gomes, popularmente conhecido como “Dr. Emir”, foi um dos principais personagens da história política não só linharense, mas também de todo o Estado. Dr. Emir foi prefeito do município de Linhares no período de 1955 a 1958, e deputado estadual por sete mandatos seguidos, ocasião que ocupou as funções de Presidente, Primeiro Vice-Presidente, Primeiro, Segundo, Terceiro e Quarto Secretário da Assembleia Legislativa do Estado do Espírito Santo. Além de político conceituado, Emir de Macedo Gomes se destacou como um dos primeiros médicos da história de Linhares. Procurava atender a população de todo jeito, mesmo que tivesse que descer o rio em canoa e ou ir a cavalo. Muitas vezes batiam na janela de sua casa, à noite, na Rua da Conceição, e ele interrompia o sono para visitar os doentes. Exercia a medicina com amor ao próximo e espírito fraterno.

### Luiz Durão
Luiz Cândido Durão é uma figura emblemática na história política de Linhares, Espírito Santo. Empresário e produtor rural, exerceu dois mandatos como prefeito do município: de 1979 a 1982 e de 1989 a 1992. Sua gestão é lembrada por iniciativas que impulsionaram o desenvolvimento urbano e turístico da região. Uma das maiores contribuições de Durão foi a transformação do Pontal do Ipiranga em um balneário estruturado. Durante seu primeiro mandato, ele construiu a estrada de acesso ao local e realizou um aterro para facilitar o trânsito. Para marcar a inauguração, organizou um evento com o cantor Amado Batista, mesmo antes de existirem construções na área. Em seu segundo mandato, enfrentou desafios burocráticos e ambientais para consolidar o balneário, que hoje é uma das principais praias do Espírito Santo. A área do Pontal do Ipiranga foi doada para a Prefeitura de Linhares no dia 22 de junho de 1989 pelos irmãos Ademir Antonio Ceolin, Edson Tadeu Ceolin e Sérgio Ceolin, conforme escritura registrada no Cartório de 2º Ofício de Linhares.

### Nozinho Corrêa
Jair Corrêa, conhecido como Nozinho Corrêa, foi uma figura marcante na política e na agropecuária de Linhares, Espírito Santo. Nascido em Aracruz (ES), mudou-se para Linhares aos 19 anos, estabelecendo-se no bairro Bebedouro. Trabalhou como açougueiro por 15 anos e, com esforço, adquiriu sua primeira propriedade rural, iniciando uma trajetória de sucesso como pecuarista, especialmente na criação de gado Nelore e Tabapuã. Nozinho Corrêa faleceu em 26 de março de 2020, aos 73 anos, em Vilhena (RO), onde residia com a esposa. Ele enfrentava problemas de saúde, incluindo diabetes e complicações renais. Seu corpo foi sepultado em Linhares, cidade onde deixou um legado significativo.
Atendendo a uma demanda de mais de uma década dos skatistas locais, Nozinho autorizou a construção de um skatepark na Praça Régis Bittencourt. O projeto, desenvolvido com a participação da comunidade, incluiu pistas modernas e espaços para manifestações culturais urbanas, como o hip hop. Para resolver os recorrentes alagamentos no bairro Aviso, sua gestão elaborou um projeto de macrodrenagem orçado em R$ 24 milhões, com prazo de execução de 18 meses. A iniciativa visava melhorar significativamente a infraestrutura urbana e a qualidade de vida dos moradores. Durante seu mandato, foram realizadas obras de pavimentação, drenagem e esgotamento sanitário nos bairros Interlagos, Santa Cruz e Canivete, totalizando investimentos de R$ 14,6 milhões. Essas melhorias contribuíram para o desenvolvimento urbano e a mobilidade na cidade. Nozinho articulou a troca de 12 terrenos públicos por uma área de 40 mil m² às margens da BR-101, visando a construção de um novo terminal rodoviário, uma demanda antiga da população linharense.